# Список млекопитающих Науру
Этот список является списком видов млекопитающих обитающих на территории Науру, здесь насчитывается 4 вида млекопитающих, все виды которых принадлежат отряду Китообразные.
Следующие теги используются для выделения статуса сохранения каждого вида по оценке МСОП:
| EX | Extinct               | Исчезнувший                       |
| EW | Extinct in the wild   | Исчезнувшие в дикой природе       |
| CR | Critically Endangered | Находится под критической угрозой |
| EN | Endangered            | Находится под угрозой             |
| VU | Vulnerable            | Уязвим                            |
| NT | Near Threatened       | Близкий к угрожающему состоянию   |
| LC | Least Concern         | В наименьшей угрозе               |
| DD | Data Deficient        | Сведения недостаточны             |
| NE | Not Evaluated         | Виды с неисследованным статусом   |

Ни один из этих видов не были оценены МСОП, поскольку имеется недостаточно информации для оценки рисков для этих видов, поэтому все они отмечены тегом  DD 

## Подкласс:Звери

### Инфракласс:Eutheria

#### Отряд:Китообразные(киты)
- Подотряд: Зубатые киты
  - Надсемейство: Platanistoidea
    - Семейство: Клюворыловые
      - Подсемейство: Hyperoodontinae
        - Род: Ремнезубы
          - Тупорылый ремнезуб, Mesoplodon densirostris DD
          - Японский ремнезуб, Mesoplodon ginkgodens DD

    - Семейство: Дельфиновые (морские дельфины)
      - Род: Малайзийские дельфины
        - Малайзийский дельфин, Lagenodelphis hosei DD

      - Род: Карликовые косатки
        - Карликовая косатка, Feresa attenuata DD